# 骨髄バンク
骨髄バンク（こつずいバンク、Marrow Donor Program）とは、白血病などの血液疾患の治療として造血幹細胞移植（特に骨髄移植）が必要な患者のために、血縁関係のない健康な人（非血縁者）から提供される骨髄液や末梢血幹細胞を患者にあっせんする仕組み、およびその業務を担う公的機関。
骨髄バンクは世界各地に設置されており、特にアメリカ、ドイツ、イギリスなどで活動が活発である。また各バンクに登録されているHLA型のデータを集約している「世界骨髄バンクドナー集計システム（BMDW、英語: Bone Marrow Donors Worldwide）」には世界53か国75バンクが参加し、各バンクに登録されたHLAデータ（さい帯血バンクも含む）の合計は2,200万件を突破している（2018年末時点）。
日本では公益財団法人日本骨髄バンクが主体となり、日本赤十字社（骨髄データセンター）および各都道府県など）の協力を得て、1991年12月より日本骨髄バンク（JMDP、Japan Marrow Donor Program）を運営している。日本骨髄バンクは1992年にドナーと患者の登録を開始し、1993年1月には初の骨髄移植をあっせん。2020年12月には移植2万5000例に到達した。日本国内のドナー登録者は50万人を突破した（2019年3月時点）。
本稿では、おもに日本骨髄バンクを取り上げる。

## 日本の機関
日本では公益財団法人日本骨髄バンクが担っている。日本骨髄バンクはアメリカ・台湾・韓国・中国の骨髄バンクと提携しており、日本人の骨髄液が提携各国に提供されたり、提携国から日本人へ骨髄液が提供された事例もある。海外ドナーから日本国内の患者へ移植された例は累計198件、日本国内のドナーから海外患者への累計提供件数は284件（2020年12月末時点）。

### 歴史
- 1991年 - 財団法人骨髄移植推進財団として設立。
- 2013年 - 公益財団法人日本骨髄バンクに改組。
- 2016年 - 移植累計2万例に到達（10月）。
- 2020年 - 移植累計2万5000例に到達（12月）。

## ドナー登録
提供希望者のことを「ドナー」と呼び、提供するためにあらかじめ骨髄バンクに登録する必要がある。ドナー登録は以下の手順で行われる。
1. 「ドナー登録条件」を満たしているか確認する。
2. 登録時の年齢は18歳から54歳まで（提供は20歳から55歳まで）、体重が男性45キロ・女性40キロ以上でBMI（体重kg÷身長m÷身長m）が30未満、最高血圧90 - 150・最低血圧100以下、輸血経験・貧血・血液疾患経験がない・服薬中でない、など。
3. ドナー登録会もしくは登録受付窓口（全国の献血ルームや保健所）で提供に関して説明を受けたうえで、医師による問診、2ミリリットル程度の採血を行う。

登録の詳細は骨髄バンクのサイトに掲載されている。

## HLA型 （ヒト白血球抗原型）
登録の際、「HLA型（ヒト白血球抗原型）」を検査するために採血する。HLA型とは白血球のいわば血液型にあたるもので、適合確率は兄弟姉妹間で4分の1、親子間ではまれ（数パーセント以下）である。非血縁者間では数百人から数万人に1人しか適合しない（2020年12月末時点のドナー登録者数は53万人）。

## ドナーの選出
患者とHLA型が適合すると、ドナー候補者として選ばれたことを知らせる書類が郵送される。候補者は提供意思および家族の意向・健康状態などに関するアンケートを返送する。意思・意向と提供条件が整えば病院でコーディネーターや医師と面談し、詳しい説明と問診・採血を行う。複数候補の中でもっとも提供者として適していると患者側の主治医が判断したドナー候補が、最終的なドナー候補として選ばれる。 
最終的なドナー候補者に選ばれると、候補者本人とその家族、立会人らが出席したうえで最終同意を確認する。この段階まではいつでも提供を取り消すことができるが、最終同意書に同意したあとは取り消すことができなくなる。最終同意書が締結されると、ドナーの骨髄細胞に置き換えるためにレシピエント（骨髄を受け取る患者）の骨髄細胞は放射線や抗がん剤等ですべて破壊されるため、最終同意後にドナーが移植を拒否すると患者は生命を保てないためである。
ドナーは2回まで提供できる。

## 提供手術
骨髄は腸骨（骨盤の一番大きな平たい左右一対の骨）から採取する。腸骨の背中側のウエストより少し下の部分に、ボールペンの芯の太さ程度の採取針を使って骨髄液を吸引し、全身麻酔下で行われる。採取する骨髄液の量は、レシピエントの体重キログラムあたり15ミリリットルが目標となる。採取上限量はドナーの体重およびヘモグロビン量などによって決まり、上限を超えない範囲で出来るだけレシピエントの希望量に近くなるようにする。ヘモグロビンが十分ある場合、ドナーの体重1キロあたり20ミリリットル程度が上限となる。このためドナーの体重が少なすぎる場合はレシピエントにとって骨髄液の量が不足する。複数のドナー候補の中で、採取量を取るか適合性を取るかはレシピエント側の判断となる。骨髄バンクを介した移植ではドナーの安全が最優先されるため、採取上限量を超えることはない。
骨髄採取による貧血を防ぐため、ドナー自身の血液を事前に採取保存し、採取当日返血する。提供手術は1 - 3時間かかり、4 - 7日程度の入院が必要になる（予後が不良である場合など1週間以上かかるケースもある）。 
手術後には気管チューブを抜いた後の喉の痛みや、尿道カテーテルによる尿道の痛みが生じることがある。また骨髄液採取および麻酔の影響による頭痛、吐き気、37 - 38度程度の発熱、血圧低下、不整脈などが報告されているが、いずれも数時間から1日程度で回復する一過性のものである。穿刺（せんし）による傷からの出血は通常1、2日でおさまるが、筋肉や骨の回復には個人差がある。提供ドナーの報告では大きな痛みがなくなるまで1 - 7日間、激しい運動ができるようになるまで2 - 3週間かかる例が多い。

## ドナーの後遺障害等の危険性と補償
後遺障害の発生は確率的には低いもののゼロではない。提供後に血腫ができたり、知覚障害や痺れ・痛みが残存するなど手術後に後遺症が残るドナーが報告されている。過去に海外で3件（血縁者間2例、非血縁者間1例）、日本で1件（血縁者間）のドナー死亡事例が報告されている。日本の1件は骨髄バンクを介さない血縁者間の事例で、日本骨髄バンクがあっせんした2万5000件の移植の中に死亡事例はない（2020年12月末時点）。移植医療はドナーの協力や家族などの理解がなければ成り立たない。ドナーの安全を最優先するが、医療行為である以上リスクがゼロとは言いきれない。
ドナー向けに骨髄バンク団体障害保険があり、適用されれば400万円から1億円の補償金または入通院給付金が支払われる。保険料は患者が負担する。日本骨髄バンクが関与した移植の中で入通院保険の適用事例は171件、後遺障害保険の適用例は48件（ともに2017年3月時点）。
日本のドナー死亡例
日本では、骨髄バンクを介さない血縁者間移植でドナー死亡事例が1件ある（腰椎麻酔の合併症が原因）。
日本骨髄バンクでは骨髄採取は原則として全身麻酔下で行われ、腰椎麻酔は行わない。

## ドナー側の負担
ドナーは手術費や入院費が一切かからない。入院中の雑費として一律5,000円が支給される。提供により休業しても休業補償はなく、入院に伴う家族の介護や子どもの保育などへの補助もない。
提供ドナーへの助成制度を導入している自治体は全国に約740（2020年12月時点）。
登録後に転居したり苗字が変わったドナーは、適合しても連絡が取れないことがある。日本骨髄バンクは、ドナーのデータを管理している日本赤十字社へ届け出てほしいと呼びかけている。

## 骨髄バンクへの誤解
骨髄バンクには多くの誤解が存在する。ドナーが骨髄提供することに対して見られる誤解を紹介する。 

### おもな誤解例と解説
- 誤解例1 - 手術時に激痛が伴う 
  - 解説：全身麻酔下で手術するため、術中に痛みを自覚することはない。麻酔から醒めたあとに腰部（穿刺部位）や喉・尿道などの全身麻酔に伴う処置を行った部位が痛むことはある。痛みの度合いは個人差があり、一概には言えない。
- 誤解例2 - 半身不随になるおそれがある 
  - 解説：骨髄は腸骨から採取する。腸骨に中枢神経は存在しないため半身不随になることはない。
- 誤解例3 - 骨髄は背中・背骨から取る 
  - 解説： 骨髄バンクに関するいくつかの誤解は、脳脊髄液（髄液）と骨髄液とを混同したことから発生している。骨髄液は骨盤の腸骨からのみ採取するため、背骨（脊椎や腰椎）に針を刺すことはない。

## 骨髄バンクの課題
適合したドナーが最終同意前に提供を断るケースが少なくない。以下の原因が挙げられる。
1. 家族に反対されるなど周囲の理解が得られない
2. 仕事を休みにくく、休業補償がない
3. 後遺症が残る可能性がある
4. 家族の介護や子どもの保育などの費用や負担に対して補助がない

ドナーは家族や職場の説得や調整といった負担を強いられる。確認検査や健康診断、最終同意面談で通院するほか、最終同意後に病院へ数回通う必要がある。大半が平日であるため有給休暇を使う必要がある。約650の企業や団体が職員向けにドナー休暇制度を導入して提供に便宜を図っている。
ドナーと移植患者はそれぞれ異なる医療施設を利用する。ドナーの事前検査や手術は、ドナー居住地に近い医療施設で行われることが多い。

### 個人情報の取り扱い
ドナー登録データは日本赤十字社が管理している。

### 家族の反応
ドナー本人の提供希望に対して、ドナー家族が猛反対するケースがある。独身ドナーが親の反対により提供を諦めたり、既婚ドナーが配偶者の親の反対でコーディネート終了になる場合もある。

### 問題事例
- ヘモグロビン濃度が基準を下回るドナーが、チェックミスにより検査をすり抜け、自己血採血まで済ませた事例があった。採取直前までいったが、最終的に採取は中止された[5]。
- 骨髄提供手術のための入院の際に、院内感染によってC型肝炎を発症し、職場復帰に数か月を要した事例があった[6]。
- 2007年3月、ドナー登録者データの登録作業の際に、別人のHLA型を誤入力するミスがあった。
- 2009年4月、骨髄液採取キットの製造メーカー変更の際、製品仕様の違いによりフィルター部分の濾過未完了の骨髄液（約400mL）を過小算出し、ドナーから過量採取した事例が1例発生した。該当ドナーに健康被害は発生しなかったが、同月中に採取担当医師宛に骨髄移植推進財団から緊急安全情報が通達された[7]。
- ドナーに対して骨髄採取時の全身麻酔後に実施する気管挿管について、訓練と称して救急救命士に実施させていた。麻酔科医が手術前にドナーの病室を訪れ、訓練のため救急救命士による気管挿管を実施すると説明して、同意書にサインを求めていた。担当主治医や骨髄バンクは、この件を認識しておらず、ドナーからの報告で発覚した。日本麻酔科学会から「バンクドナーを対象とした、救急救命士による気管挿管の実習は容認できない」との回答を受け、骨髄バンクは各採取施設の麻酔科医および責任医師宛に通達した[8]。
- 2018年11月20日、ドナーに対して、移植患者の情報が記載された書類を誤って発送する事案が発生した[9]。

## ユースアンバサダー
骨髄バンクには10～20代のドナーが不足している状況を改善するために同年代に情報を発信するためユースアンバサダーが存在する。

### ユースアンバサダー一覧
- 鈴木マイラ
- 石井希[10]
- 松井一矢[11]
- 里咲りさ[12]